# Celtic Field
Celtic Fields (engl.), gelegentlich auch Keltische Felder, sind kleine, mehr oder weniger rechteckige Äcker der Bronze-, Eisen- und Römerzeit, zum Anbau altertümlicher Getreidearten wie Einkorn, Emmer und Dinkel. Diese Anbauform trägt den Namen celtic fields, da sie erstmals auf den Britischen Inseln erkannt wurde und fälschlicherweise mit der Keltenzeit in Verbindung gebracht wurde. Die Felder wurden jedoch nicht von Kelten eingeführt. Es gab sie bereits zuvor und auch im protogermanischen und anderen Bereichen.

## Beschreibung
Die schachbrettartig angeordneten Äcker hatten eine Kantenlänge von 20 bis 50 Meter und zeichneten sich durch begrenzende Wälle aus, die eine Höhe von bis zu 60 cm erreichen konnten. Die Wälle sind durch kreuzweises Pflügen mit dem Hakenpflug entstanden, bei dem am Rand der bearbeiteten Fläche Erdreich liegen bleibt. Ungestörter Bewuchs an den Feldrändern sowie das Ablagern von Lesesteinen förderte zudem die Ablagerung von Sedimenten, während die beackerte Fläche erodierte. Mit der Zeit entwickelten sich das Niveau von Feldrain und Acker auseinander und es entstanden wannenartige Felder. Ein ähnliches Phänomen ist heute bei der standorttreuen Intensivbewirtschaftung von Kleinflächen mit Sonderkulturen zu beobachten („Schüsseln“ von langjährigen Gemüseanbauflächen.) Daneben wird eine gezielte Anlage der Wälle als Windschutz diskutiert. Gegen diese Überlegung spricht jedoch, dass derselbe Erfolg durch randständigen Bewuchs mit wesentlich geringerem Aufwand erreichbar gewesen wäre. Die Wälle scheinen als Wege genutzt worden zu sein. Eine Funktion der Wälle als Abgrenzung gilt dagegen aufgrund der geringen Größe der Felder heute eher als unwahrscheinlich. Gelegentlich sind die Wälle noch in der Landschaft zu sehen, wie in Dorset, Burderup Down (Grafschaft Wiltshire) in Großbritannien bei den Céide Fields in Irland oder auf dem Noordsche Veld in der Drenthe in den Niederlanden.
Bei Ausgrabungen auf der Geestinsel Flögeln wurden diese Felder auf einer Fläche von mehr als 100 Hektar nachgewiesen. Auch in der Wildeshauser Geest bei Kleinenkneten sind sie durch Luftbildarchäologie belegt. Im Gegensatz zu den britischen Feldern, wo die Wälle als Grenzwälle angelegt waren, wurden die in Flögeln auch als Ackerbeete genutzt. Aufgrund der Größe dieser Felder ist zu schließen, dass sie zur Versorgung einzelner Weiler mit ca. 20 Wohnestallgebäuden dienten. Vorgeschichtliche Äcker wurden 2016 im Laserscan im Pastitzer Forst auf Rügen und im Rheinland erkannt.
2020 wurde bei der Auswertung von Lidar-Bildern auf Grundlage von Airborne Laserscanning ein 2,8 Hektar großes Celtic Fields-System mit rund 100 Parzellen bei Haselünne entdeckt. Die einzelnen Kammern haben die geringen Ausmaße von 9 × 6 Meter und liegen auf trockenem Sandboden mit geringer Waldhumusschicht.
Ab Anfang Januar 2023 gelang der "bayernweite Nachweis von 150 Fundstellen". Hierbei ist der Forstenrieder Park "einer der wichtigsten und mit ca. 10 Quadratkilometern der flächenmäßig größte ‚Celtic-Fields’-Befund Bayerns (Abb. 2). Er übertrifft an Fläche die größten latènezeitlichen Oppida und wird noch nicht einmal von den ausgedehnten Pingenfeldern im Raum Kelheim erreicht, die aber überwiegend mittelalterlich sind. Damit sind die ‚Celtic Fields‘ in Forstenrieder Park das flächengrößte urgeschichtliche Bodendenkmal Bayerns."